# 中國香港舉重健力總會
中國香港舉重健力總會（Hong Kong, China Weightlifting and Powerlifting Association）是專門管轄香港舉重和健力事務的組織。該組織的前身為1954年成立的香港業餘舉重健美總會，1989年，健美獨立成香港健美總會﹔業餘舉重健美總會則把健力加入管轄範圍，並重組為香港業餘舉重健力總會。2002年，業餘舉重健力總會正名為香港舉重健力總會。現時，中國香港舉重健力總會是國際舉重總會和亞洲舉重總會的成員，旗下的主要比賽是香港健力冠軍賽。

## 歷任主席
- 葉永玉
- 余森波[2]

## 資料來源
1. ↑  關於本會 的存檔，存档日期2015-03-28.
2. ↑  [中國香港舉重健力總會主席葉永玉因私人原因請辭 https://news.rthk.hk/rthk/ch/component/k2/1754492-20240524.htm]

## 外部連結
- 官方网站 （页面存档备份，存于）